# Wu Ding
Pour les articles homonymes, voir Ding.
Le roi Wu Ding (武丁), né Zi Zhao (子昭), est le 21e roi de la dynastie Shang, dynastie pré-impériale. Il a régné selon l’historiographie traditionnelle environ pendant 60 ans de 1324 à 1265 av. J.-C. bien que les preuves archéologiques montrent qu'il a plutôt régné dans les premières décennies du XIIe siècle. Il est le premier roi des Shang dont on a des preuves empiriques de l'existence, car sa tombe a été retrouvée, ainsi que celle de son épouse Fu Hao.

## Historicité du personnage
Bien que l'on puisse mettre en doute l'existence des précédents rois des Shang et des Xia, l'existence de ce roi en particulier ne saurait être remise en cause, étant donné les récentes découvertes concernant la dynastie Shang. En effet sa tombe a bel et bien été retrouvée dans la région d'Anyang.

## Son règne
Wu Ding, comme l'indique son nom, était un roi guerrier et ses efforts étaient déployés à agrandir le territoire Shang. En dépit de ses succès le territoire Shang n'arrêta pas de rétrécir. L'autorité royale n'existant en réalité qu'à une centaine de kilomètres à la ronde de la capitale.
Dans les annales historiques de Sima Qian, on prétendait qu'il avait régné pendant 59 ans. Mais avec les inscriptions oraculaires découvertes récemment, on tend à penser qu'il aurait régné encore plus longtemps.

### Inscriptions oraculaires et débuts de l'écriture chinoise

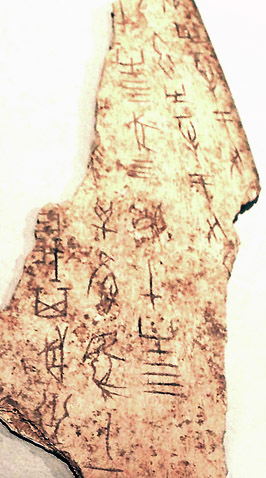
Inscription oraculaire sur une omoplate de la période Shang, Linden-Museum de Stuttgart.

La région d'Anyang (surtout le site de Xiaotun) a livré les plus anciens exemples connus de l'écriture chinoise, datés du début du XIIe siècle, sous le règne de Wu Ding.
Ils proviennent de la principale activité culturelle attestée durant cette période qui a livré beaucoup de documents épigraphiques (que l'on désigne aujourd'hui sous le terme de jiaguwen, « inscriptions sur écailles et os ») : la divination par les omoplates de bœufs (ostéomancie ou scapulomancie) et secondairement par les carapaces de tortues (chéloniomancie). Une question était posée à un esprit, puis le support divinatoire qui avait été nettoyé et poli au préalable puis percé de cavités était porté sous une flamme qui provoquait des craquelures en forme de « T » autour des cavités, qu'un devin devait ensuite interpréter pour y lire la réponse donnée par l'esprit invoqué. Si cette forme de divination existait avant le XIIe siècle, un grand changement du règne de Wu Ding est le fait qu'on y inscrivait une sorte de compte-rendu de la procédure, indiquant le lieu et la date, le sujet, voire la confirmation du pronostic. Ce même roi a pu être à l'origine de l'essor de cette forme de divination, si l'on en juge par le fait que cette période a produit une grande partie des inscriptions oraculaires connues aujourd'hui. Par la suite, ces pratiques divinatoires semblent s'être routinisées et systématisées, mettant de plus en plus l'emphase sur les questions concernant l'opportunité de rituels.

## Fu Hao
Fu Hao (婦好), était la femme de Wu Ding et jouissait d'une forte influence à la cour. Il est remarquable qu'elle ait pu gravir autant d'échelons sociaux dans une société patriarcale. Réputée pour son courage et sa force, elle était autant utilisée comme Grande Prêtresse que comme générale en chef des armées de son époux. Elle eut d'ailleurs un certain succès comme générale.

## Son tombeau
Dans son tombeau on a retrouvé grande quantité d'artéfacts tels que des vases et des anciens tripodes, mais aussi de très nombreux coquillages. Dans l'écriture chinoise archaïque, le symbole voulant dire trésor était le même que celui du coquillage. Dans ce caveau-tumulus, on fit de macabres découvertes démontrant que les Shang pratiquaient les sacrifices humains. Tous les corps, sauf celui du roi, furent découverts sans leurs têtes. Leurs têtes étaient dans le mausolée principal, les corps étaient disposés à l'extérieur. Peut-être étaient-ils sacrifiés pour les ancêtres royaux.